# Noah Johansson
Noah Johansson, född 21 september 2003, är en svensk fotbollsspelare som spelar för Tvååkers IF.

## Karriär
Noah Johansson fick sin fotbollsfostran i Varbergs BoIS och debuterade som 17-åring för klubben i Allsvenskan. Debuten kom i 3-2-segern mot nyblivna svenska mästarna Malmö FF den 29 november 2020, då Johansson gjorde ett kort inhopp. Bara veckor dessförinnan hade han också signerat sitt första seniorkontrakt med klubben, då han och lagkamraten Oliver Alfonsi skrev på lärlingskontrakt över säsongen 2022. Säsongen 2022 var Johansson utlånad till division 2-klubben Varbergs GIF.
Inför säsongen 2023 värvades Johansson av Ettan Södra-klubben Tvååkers IF.

## Karriärstatistik
| Klubb              | Säsong             | Liga                       | Liga    | Liga | Nationell cup | Nationell cup | Totalt  | Totalt |
| Klubb              | Säsong             | Division                   | Matcher | Mål  | Matcher       | Mål           | Matcher | Mål    |
| ------------------ | ------------------ | -------------------------- | ------- | ---- | ------------- | ------------- | ------- | ------ |
| Varbergs BoIS      | 2020               | Allsvenskan                | 1       | 0    | 0             | 0             | 1       | 0      |
| Varbergs BoIS      | 2021               | Allsvenskan                | 1       | 0    | 0             | 0             | 1       | 0      |
| Varbergs BoIS      | Totalt             | Totalt                     | 2       | 0    | 0             | 0             | 2       | 0      |
| Varbergs GIF (lån) | 2022               | Division 2 Västra Götaland | 22      | 1    | 0             | 0             | 22      | 1      |
| Tvååkers IF        | 2023               | Ettan Södra                | 27      | 0    | 2             | 0             | 29      | 0      |
| Tvååkers IF        | 2024               | Ettan Södra                | 28      | 1    | 2             | 0             | 30      | 1      |
| Tvååkers IF        | Totalt             | Totalt                     | 55      | 1    | 4             | 0             | 59      | 1      |
| Totalt i karriären | Totalt i karriären | Totalt i karriären         | 79      | 2    | 4             | 0             | 83      | 2      |